# 光序肉实树
光序肉实树（学名：Sarcosperma kachinense var. simondii）为山榄科肉实树属下的一个变种。